# Dante XXI
Albums de Sepultura
Live in São Paulo
(2005) A-Lex
(2009)
Dante XXI est le 10e album studio du groupe de death metal brésilien Sepultura, sorti en 2006 sous le label SPV Records. Il s'agit d'un album-concept basé sur le triptyque de Dante Alighieri, la Divine Comédie, dont les trois parties sont l'Enfer, le Purgatoire et le Paradis.

## Informations générales
L'album devrait initialement s'intituler "Dante 05", mais le groupe y a renoncé, voyant que le disque ne serait pas prêt avant 2006. Le premier single extrait de l'album est Convicted in Life, et un clip est tourné en 2006. La pochette et le livret de l'album, comprenant dix dessins inspirés de la Divine Comédie, sont réalisés par l'artiste Stephan Doitschinoff.
Des reprises de Judas Priest (Screaming for Vengeance) et Sick Of It All (Scratch the Surface) ont été enregistrées en tant que faces-b.Screaming for Vengeance a été ajoutée en piste bonus au Japon, et Scratch the Surface fait partie d'un album-hommage à Sick Of It All. L'édition brésilienne comporte deux pistes supplémentaires: Mindwar et False. Les ambitions initiales du groupe pour cet album étaient de réaliser un album de metal symphonique, à la manière de Metallica et leur album S&M, ou un album-concept basé sur Orange mécanique - ce qu'ils firent avec leur album suivant, A-Lex.

## Réception
Sur un plan musical, les critiques s'accordèrent à déclarer qu'il s'agit du meilleur album de Sepultura depuis l'arrivée de Derrick Green. Cependant, les ventes de l'album s’avérèrent décevantes : les albums du groupe voient leurs ventes baisser depuis Against, et celui-ci ne s'est écoulé qu'à 2300 exemplaires aux États-Unis la semaine de sa sortie. En outre, c'est la dernière participation du batteur Igor Cavalera aux activités du groupe.
Après une sortie plus lucrative en Amérique latine, et notamment au Brésil, les ventes mondiales de l'album se montent à 120 000 exemplaires, en date du 2 janvier 2008.

## Musiciens
Sepultura
- Derrick Green - chant
- Andreas Kisser - guitare
- Paulo Jr. - guitare basse
- Igor Cavalera - batterie, percussions

## Liste des chansons
| No  | Titre                                             | Durée |
| --- | ------------------------------------------------- | ----- |
| 1.  | Lost (Intro)                                      | 0:59  |
| 2.  | Dark Wood of Error                                | 2:18  |
| 3.  | Convicted in Life                                 | 3:09  |
| 4.  | City of Dis                                       | 3:27  |
| 5.  | False                                             | 3:34  |
| 6.  | Fighting On                                       | 4:29  |
| 7.  | Limbo (Intro)                                     | 0:44  |
| 8.  | Ostia                                             | 3:07  |
| 9.  | Buried Words                                      | 2:35  |
| 10. | Nuclear Seven                                     | 3:44  |
| 11. | Repeating the Horror                              | 3:11  |
| 12. | Eunoé (Intro)                                     | 0:13  |
| 13. | Crown and Miter                                   | 2:12  |
| 14. | Primium Mobile (Intro)                            | 0:29  |
| 15. | Still Flame                                       | 4:51  |
| 16. | Screaming for Vengeance (reprise de Judas Priest) | 3:31  |

Pistes bonus pour l'édition brésilienne: "Mindwar" et la démo de "False".